# Peperita (roca)
La peperita es una roca sedimentaria compuesta de fragmentos de rocas ígneas que se originan al entrar lava en contacto con sedimentos húmedos. El término se utilizó originalmente para describir a una roca de la región de Limaña en Francia.